# Larimus pacificus
Larimus pacificus es una especie de pez de la familia Sciaenidae en el orden de los Perciformes.

## Morfología
• Los machos pueden llegar alcanzar los 32 cm de longitud total.

## Alimentación
Come principalmente crustáceos  planctónicos.

## Hábitat
Es un pez de mar y de  clima tropical que vive entre 29-50 m de profundidad.

## Distribución geográfica
Se encuentra en el Pacífico oriental: desde México hasta el Perú.

## Observaciones
Es inofensivo para los humanos.